# HD 106516
HD 106516，又名BD-09 3468，SAO 157168、HR 4657，是一颗恒星，视星等为6.11，位于銀經288.49，銀緯51.55，其B1900.0坐标为赤經12h 10m 1.7s，赤緯-9° 51.55′ 42″。